# 나탈리 루아조

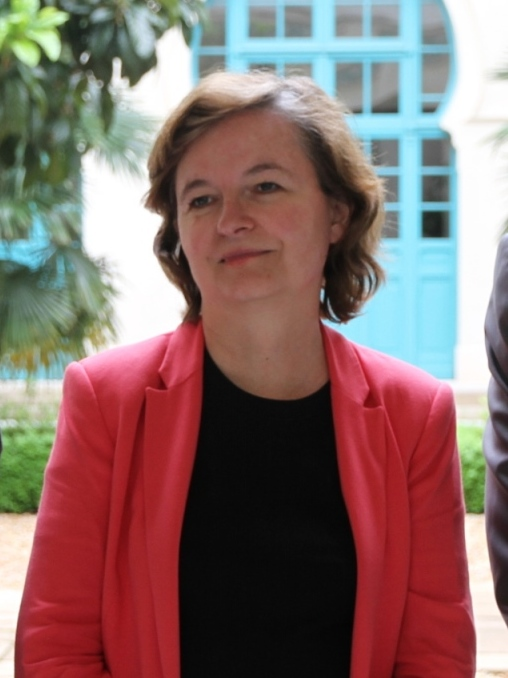

나탈리 루아조(프랑스어: Nathalie Loiseau, 1964년 6월 1일~)는 프랑스의 정치인이다. 에마뉘엘 마크롱 정부 밑에서 유럽연합장관을 지냈다. 이후 장관직에서 물러나 2019년 유럽 의회 선거에서 전진하는 공화국!을 지도했으며, 선거 결과 유럽 의회 의원에 당선됐다.